# اریک استولتس
اریک استولتس (انگلیسی: Eric Stoltz؛ زادهٔ ۳۰ سپتامبر ۱۹۶۱) هنرپیشه و کارگردان اهل ایالات متحده آمریکا است. وی از سال ۱۹۷۸ میلادی تاکنون مشغول فعالیت بوده است.
از فیلم‌هایی که وی در آن نقش داشته است، می‌توان به داستان عامه‌پسند، اثر پروانه‌ای، آناکوندا، زنان کوچک، راب روی، ماسک، کلیدهای تولسا، فلوک، بدن، استراحت و حرکت، رحمت قلب من، آقای حسادت، مگس ۲، رقص آب، برهنه در نیویورک، تابستان تسخیرشده، ممفیس بل، لری گی، ۵ تا ۷، خانه شادی و ۲ روز در دره اشاره کرد.